# Specie di Acantholimon
Elenco delle specie di Acantholimon

## A
- Acantholimon acanthobryum Rech.f. & Schiman-Czeika
- Acantholimon acerosum (Willd.) Boiss.
- Acantholimon acmostegium Boiss. & Buhse
- Acantholimon aegaeum F.W.Mey.
- Acantholimon afanassievii Lincz.
- Acantholimon agropyroideum Mobayen
- Acantholimon ahangarense Rech.f. & Schiman-Czeika
- Acantholimon akaydinii Özüdoğru
- Acantholimon alaicum Czerniak.
- Acantholimon alatavicum Bunge
- Acantholimon alavae Rech.f. & Schiman-Czeika
- Acantholimon albanicum O.Schwarz & F.Mey.
- Acantholimon alberti Regel
- Acantholimon albocalycinum Assadi & Mirtadz.
- Acantholimon alexandri Fed.
- Acantholimon alexeenkoanum Czerniak. ex Ikonn.
- Acantholimon amoenum Rech.f. & Schiman-Czeika
- Acantholimon anatolicum Yıld.
- Acantholimon androsaceum (Jaub. & Spach) Boiss.
- Acantholimon anisophyllum Rech.f. & Schiman-Czeika
- Acantholimon annae Lincz.
- Acantholimon antilibanoticum Mouterde
- Acantholimon anzobicum Lincz.
- Acantholimon araxanum Bunge
- Acantholimon argyrostachyum Rech.f. & Schiman-Czeika
- Acantholimon aristulatum Bunge
- Acantholimon armenum Boiss. & A.Huet
- Acantholimon artosense Doğan & Akaydın
- Acantholimon arundoscapum Mobayen
- Acantholimon aspadanum Bunge
- Acantholimon asphodelinum Mobayen
- Acantholimon assadii Mirtadz. & Bordbar
- Acantholimon astragalinum Mobayen
- Acantholimon atrofuscum Rech.f.
- Acantholimon atropatanum Bunge
- Acantholimon auganum Bunge
- Acantholimon aulieatense Czerniak.
- Acantholimon austroiranicum Rech.f. & Schiman-Czeika
- Acantholimon avanosicum Doan & Akaydn
- Acantholimon avenaceum Bunge
- Acantholimon azizae Mobayen

## B
- Acantholimon bakhtiaricum Assadi
- Acantholimon balchanicum Korovin
- Acantholimon bashkaleicum Doğan & Akaydın
- Acantholimon × baubaschatense Lazkov
- Acantholimon birandii Doan & Akaydn
- Acantholimon blakelockii Mobayen
- Acantholimon blandum Czerniak.
- Acantholimon bodeanum Bunge
- Acantholimon bonesseae Parsa
- Acantholimon borodinii Krasn.
- Acantholimon brachyphyllum Boiss.
- Acantholimon brachystachyum Boiss. ex Bunge
- Acantholimon bracteatum (Girard) Boiss.
- Acantholimon brecklei Rech.f. & Schiman-Czeika
- Acantholimon bromifolium Boiss. ex Bunge
- Acantholimon butkovii Lincz.

## C
- Acantholimon cabulicum Boiss.
- Acantholimon caesareum Boiss. & Balansa
- Acantholimon calocephalum Aitch. & Hemsl.
- Acantholimon calvertii Boiss.
- Acantholimon capitatum Sosn.
- Acantholimon carinatum Rech.f. & Schiman-Czeika
- Acantholimon caryophyllaceum Boiss.
- Acantholimon catenatum Rech.f. & Schiman-Czeika
- Acantholimon cephalotes Boiss.
- Acantholimon cephalotoides Rech.f.
- Acantholimon chitralicum Rech.f. & Schiman-Czeika
- Acantholimon chlorostegium Rech.f. & Schiman-Czeika
- Acantholimon chrysostegium Rech.f. & Schiman-Czeika
- Acantholimon cleistocalyx Hand.-Mazz.
- Acantholimon collare Köie & Rech.f.
- Acantholimon compactum Korovin
- Acantholimon confertiflorum Bokhari
- Acantholimon cupreo-olivascens Rech.f. & Schiman-Czeika
- Acantholimon cymosum Bunge

## D
- Acantholimon damassanum Mobayen
- Acantholimon davisii Akaydın & M.B.Crespo
- Acantholimon demavendicum Bornm.
- Acantholimon densiflorum Assadi
- Acantholimon desertorum Regel
- Acantholimon dianthifolium Bokhari
- Acantholimon diapensioides Boiss.
- Acantholimon distachyum Boiss.
- Acantholimon distichum Rech.f. & Schiman-Czeika
- Acantholimon diversifolium O.Schwarz & F.Mey.
- Acantholimon doganii Bağcı, Doğu & Akaydın

## E
- Acantholimon ecae Aitch. & Hemsl.
- Acantholimon edmondsonii Rech.f. & Schiman-Czeika
- Acantholimon ekatherinae (B.Fedtsch.) Czerniak.
- Acantholimon ekbergianum Rech.f. & Schiman-Czeika
- Acantholimon ekimii Doğan & Akaydın
- Acantholimon embergeri Mobayen
- Acantholimon erinaceum (Jaub. & Spach) Lincz.
- Acantholimon erythraeum Bunge
- Acantholimon eschkerense Boiss. & Hausskn.
- Acantholimon esfandiarii Rech.f. & Schiman-Czeika
- Acantholimon evrenii Doğan & Akaydın

## F
- Acantholimon fasciculare Boiss.
- Acantholimon faustii Trautv.
- Acantholimon fedorovii Tamamsch. & Mirzojeva
- Acantholimon festucaceum (Jaub. & Spach) Boiss.
- Acantholimon fetissovii Regel
- Acantholimon flabellum Assadi
- Acantholimon flexuosum Boiss. & Hausskn. ex Bunge
- Acantholimon fominii Kusn.

## G
- Acantholimon gabrieljaniae Mirzoeva
- Acantholimon gadukense Mobayen
- Acantholimon gaudanense Czerniak.
- Acantholimon gemicianum Kaptaner İğci, Körüklü & Aytaç
- Acantholimon genistioides (Jaub. & Spach) Boiss.
- Acantholimon ghoranum Rech.f. & Schiman-Czeika
- Acantholimon gilliatii Turrill
- Acantholimon gillii Rech.f. & Köie
- Acantholimon glabratum Assadi
- Acantholimon glumaceum (Jaub. & Spach) Boiss.
- Acantholimon glutinosum Rech.f. & Köie
- Acantholimon goeksunicum Doan & Akaydn
- Acantholimon gontscharovii Czerniak.
- Acantholimon gorganense Mobayen
- Acantholimon gracillimum Rech.f. & Schiman-Czeika
- Acantholimon graecum F.W.Mey.
- Acantholimon grammophyllum Rech.f. & Köie
- Acantholimon griffithianum Boiss.
- Acantholimon gulistanum Bunge

## H
- Acantholimon haesarensis Bornm. ex Rech.f. & Schiman-Czeika
- Acantholimon halophilum Bokhari
- Acantholimon hamadannicum Assadi & Mahmoodi
- Acantholimon hariabense Rech.f. & Köie
- Acantholimon haussknechtii Bunge
- Acantholimon hedinii Ostenf.
- Acantholimon heratense Bunge
- Acantholimon heweri Rech.f. & Schiman-Czeika
- Acantholimon hilariae Ikonn.
- Acantholimon hindukushum Mobayen
- Acantholimon hissaricum Lincz.
- Acantholimon hohenackeri (Jaub. & Spach) Boiss.
- Acantholimon homophyllum Rech.f. & Schiman-Czeika
- Acantholimon hormozganense Assadi
- Acantholimon horridum Bunge
- Acantholimon hoshapicum Doğan & Akaydın
- Acantholimon huetii Boiss.
- Acantholimon hyalinum Rech.f. & Köie
- Acantholimon hypochaerum Bokhari
- Acantholimon hystrix Stapf

## I
- Acantholimon ibrahimii Akaydın
- Acantholimon iconicum (Boiss.) Boiss. & Heldr.
- Acantholimon incomptum Boiss. & Buhse
- Acantholimon inerme Rech.f. & Köie

## J
- Acantholimon jarmilae Halda

## K
- Acantholimon kandaharense Rech.f.
- Acantholimon karabajeviorum Lazkov
- Acantholimon karadarjense Lincz.
- Acantholimon karamanicum Akaydın & Doan
- Acantholimon karatavicum Pavlov
- Acantholimon karelinii (Stschegl.) Bunge
- Acantholimon kaschgaricum Lincz.
- Acantholimon katrantavicum Lincz.
- Acantholimon kermanense Assadi & Mirtadz.
- Acantholimon kjurendaghi Meszer.
- Acantholimon knorringianum Lincz.
- Acantholimon koeiei Rech.f. & Schiman-Czeika
- Acantholimon koelzii Rech.f. & Köie
- Acantholimon koeycegizicum Doan & Akaydn
- Acantholimon kokandense Bunge
- Acantholimon komarovii Czerniak.
- Acantholimon korolkovii (Regel) Korovin
- Acantholimon korovinii Czerniak.
- Acantholimon kotschyi (Jaub. & Spach) Boiss.
- Acantholimon kuramense Lincz.
- Acantholimon kutschanense Rech.f.

## L
- Acantholimon laevigatum (T.X.Peng) Kamelin
- Acantholimon langaricum O.Fedtsch. & B.Fedtsch.
- Acantholimon latifolium Boiss.
- Acantholimon laxiflorum Boiss. ex Bunge
- Acantholimon laxum Czerniak.
- Acantholimon lepturoides (Jaub. & Spach) Boiss.
- Acantholimon leucacanthum (Jaub. & Spach) Boiss.
- Acantholimon leucochlorum Rech.f. & Schiman-Czeika
- Acantholimon libanoticum Boiss.
- Acantholimon limbatum (Lincz.) Sennikov
- Acantholimon linczevskianum Lazkov
- Acantholimon linczevskii Pavlov
- Acantholimon litvinovii Lincz.
- Acantholimon longiflorum Boiss.
- Acantholimon longiscapum Bokhari
- Acantholimon lycaonicum Boiss. & Heldr.
- Acantholimon lycopodioides (Girard) Boiss.

## M
- Acantholimon macranthum Rech.f. & Köie
- Acantholimon macropetalum Rech.f. & Schiman-Czeika
- Acantholimon macrostachyum Rech.f. & Schiman-Czeika
- Acantholimon majewianum Regel
- Acantholimon manakyanii Ogan.
- Acantholimon margaritae Korovin
- Acantholimon melananthum Boiss.
- Acantholimon mikeschinii Lincz.
- Acantholimon minshelkense Pavlov
- Acantholimon mirtadzadinii Assadi
- Acantholimon mishaudaghense Mobayen
- Acantholimon mobayenii Assadi & Ghahr.
- Acantholimon modestum Bornm. ex Rech.f. & Schiman-Czeika
- Acantholimon moradii Assadi
- Acantholimon movdarinum Parsa
- Acantholimon muchamedshanovii Lincz.
- Acantholimon multiflorum (Bokhari) Doğan & Akaydın
- Acantholimon muradicum O.Schwarz & F.Mey.

## N
- Acantholimon nabievii Lincz.
- Acantholimon narynense Lazkov
- Acantholimon nawaricum Rech.f. & Schiman-Czeika
- Acantholimon nigricans Mobayen
- Acantholimon nikitinii Lincz.
- Acantholimon nuratavicum Zakirov

## O
- Acantholimon oliganthum Boiss.
- Acantholimon oliveri (Jaub. & Spach) Boiss.
- Acantholimon olympicum (Boiss.) F.W.Mey.
- Acantholimon ophiocladus Rech.f. & Schiman-Czeika

## P
- Acantholimon pamiricum Czerniak.
- Acantholimon parviflorum Regel
- Acantholimon pavlovii Lincz.
- Acantholimon peculiare Rech.f.
- Acantholimon petraeum Boiss. & Hausskn. ex Bunge
- Acantholimon petuniiflorum Mobayen
- Acantholimon physostegium Rech.f. & Schiman-Czeika
- Acantholimon podlechii Rech.f. & Schiman-Czeika
- Acantholimon poliochlorum Rech.f. & Schiman-Czeika
- Acantholimon polystachyum Boiss.
- Acantholimon popovii Czerniak.
- Acantholimon procumbens Czerniak.
- Acantholimon pskemense Lincz.
- Acantholimon pterostegium Bunge
- Acantholimon puberulum Boiss. & Balansa
- Acantholimon pulchellum Korovin
- Acantholimon purpureum Korovin

## Q
- Acantholimon quettensis Rech.f. & Schiman-Czeika
- Acantholimon quinquelobum Bunge

## R
- Acantholimon raddeanum Czerniak.
- Acantholimon raikoviae Czerniak. ex Minchevskii
- Acantholimon rechingeri Freitag
- Acantholimon reflexifolium Bokhari
- Acantholimon restiaceum Bunge
- Acantholimon revolutum Rech.f. & Köie
- Acantholimon rhodopolium Rech.f. & Schiman-Czeika
- Acantholimon riyatguelii Yıldırım
- Acantholimon roborowskii Czerniak.
- Acantholimon rudbaricum (Bornm.) Bornm.
- Acantholimon ruprechtii Bunge

## S
- Acantholimon saadii Assadi & Zeraatkar
- Acantholimon sackenii Bunge
- Acantholimon sahendicum Boiss. & Buhse
- Acantholimon salangensis Bokhari
- Acantholimon saravschanicum Regel
- Acantholimon sarytavicum Lincz.
- Acantholimon saxifragiforme Hausskn. & Sint. ex Bokhari
- Acantholimon scabrellum Boiss. & Hausskn.
- Acantholimon schachimardanicum Lincz.
- Acantholimon schahrudicum Bunge
- Acantholimon schemachense Gross
- Acantholimon schirazianum Boiss.
- Acantholimon schizostegium Rech.f. & Schiman-Czeika
- Acantholimon scirpinum Bunge
- Acantholimon sclerophyllum Rech.f. & Schiman-Czeika
- Acantholimon scorpius (Jaub. & Spach) Boiss.
- Acantholimon senganense Bunge
- Acantholimon serotinum Rech.f. & Schiman-Czeika
- Acantholimon setiferum Bunge
- Acantholimon sirchense Assadi & Mirtadz.
- Acantholimon sogdianum (Lincz.) Sennikov
- Acantholimon solidum Rech.f. & Köie
- Acantholimon sorchense Rech.f.
- Acantholimon speciosissimum Aitch. & Hemsl.
- Acantholimon spinicalyx Köie & Rech.f.
- Acantholimon spirizianum Mobayen
- Acantholimon squarrosum Pavlov
- Acantholimon stanjukoviczii Lincz. ex Ikonn.
- Acantholimon stapfianum Rech.f. & Schiman-Czeika
- Acantholimon stenorhaphium Rech.f.
- Acantholimon stereophyllum Rech.f. & Schiman-Czeika
- Acantholimon stocksii Boiss.
- Acantholimon strictiforme Nikitina ex Lazkov
- Acantholimon strictum Czerniak.
- Acantholimon strigillosum Bokhari
- Acantholimon stroterophyllum Rech.f. & Schiman-Czeika
- Acantholimon subavenaceum Lincz.
- Acantholimon subflavescens Rech.f. & Schiman-Czeika
- Acantholimon subsimile Rech.f. & Schiman-Czeika
- Acantholimon subulatum Boiss.

## T
- Acantholimon takhtajanii Ogan.
- Acantholimon talagonicum Boiss.
- Acantholimon tarbagataicum Gamajun.
- Acantholimon taschkurganicum Lincz. & N.I.Akshigitova
- Acantholimon tataricum Boiss.
- Acantholimon tenuiflorum Boiss.
- Acantholimon termei Rech.f. & Schiman-Czeika
- Acantholimon tianschanicum Czerniak.
- Acantholimon titovii Lincz.
- Acantholimon tomentellum Boiss.
- Acantholimon tournefortii Boiss.
- Acantholimon tragacanthinum (Jaub. & Spach) Boiss.
- Acantholimon trautvetteri Kusn.
- Acantholimon tricolor Rech.f. & Köie
- Acantholimon trojanum F.W.Mey.
- Acantholimon truncatum Bunge
- Acantholimon tulakensis Rech.f. & Schiman-Czeika
- Acantholimon turcicum Doğan & Akaydın

## U
- Acantholimon ulicinum (Willd. ex Schult.) Boiss.

## V
- Acantholimon vacillans Rech.f. & Schiman-Czeika
- Acantholimon varivtzevae Czerniak.
- Acantholimon vedicum Mirzoeva
- Acantholimon velutinum Czerniak.
- Acantholimon venustum Boiss.
- Acantholimon virens Czerniak.
- Acantholimon viscidulum Boiss.
- Acantholimon vvedenskyi Lincz.

## W
- Acantholimon wendelboi Rech.f. & Schiman-Czeika
- Acantholimon wiedemanii Bunge
- Acantholimon wilhelminae Rech.f. & Schiman-Czeika

## X
- Acantholimon xanthacanthum Rech.f. & Köie

## Y
- Acantholimon yamense Turrill
- Acantholimon yildizelicum Akaydın

## Z
- Acantholimon zaeifii Assadi
- Acantholimon zakirovii Beshko
- Acantholimon zaprjagaevii Lincz.